# Needy
"Needy" (gestileerd als "needy") is een nummer van de Amerikaanse zangeres Ariana Grande. Het nummer staat op haar vijfde studioalbum Thank U, Next. Het werd geschreven door Grande, Victoria Monét, Tayla Parx en de producent Tommy Brown.

## Achtergrond
Op 4 oktober 2018 dropte Ariana een kort stukje van het liedje op haar Instagram-account. Een maand later volgde er nog een tweede stukje. Ook zette ze een kort filmpje op Twitter, waar ze "Needy" zingt met een piano.

## Succes
Het nummer werd een van de succesvolste van het album, ook al werd het niet officieel als single uitgebracht. In Nederland haalde het nummer de top 50 van de Single Top 100. In het Verenigd Koninkrijk en Ierland kwam het in de top 10 van de hitlijsten. Ook haalde het nummer in korte tijd meer dan 50 miljoen streams op Spotify.

## Live
Grande zong het nummer voor het eerst op de iHeartRadio Music Awards. Ze zong het nummer ook telkens op de Sweetener World Tour.